# AN/GRC-9

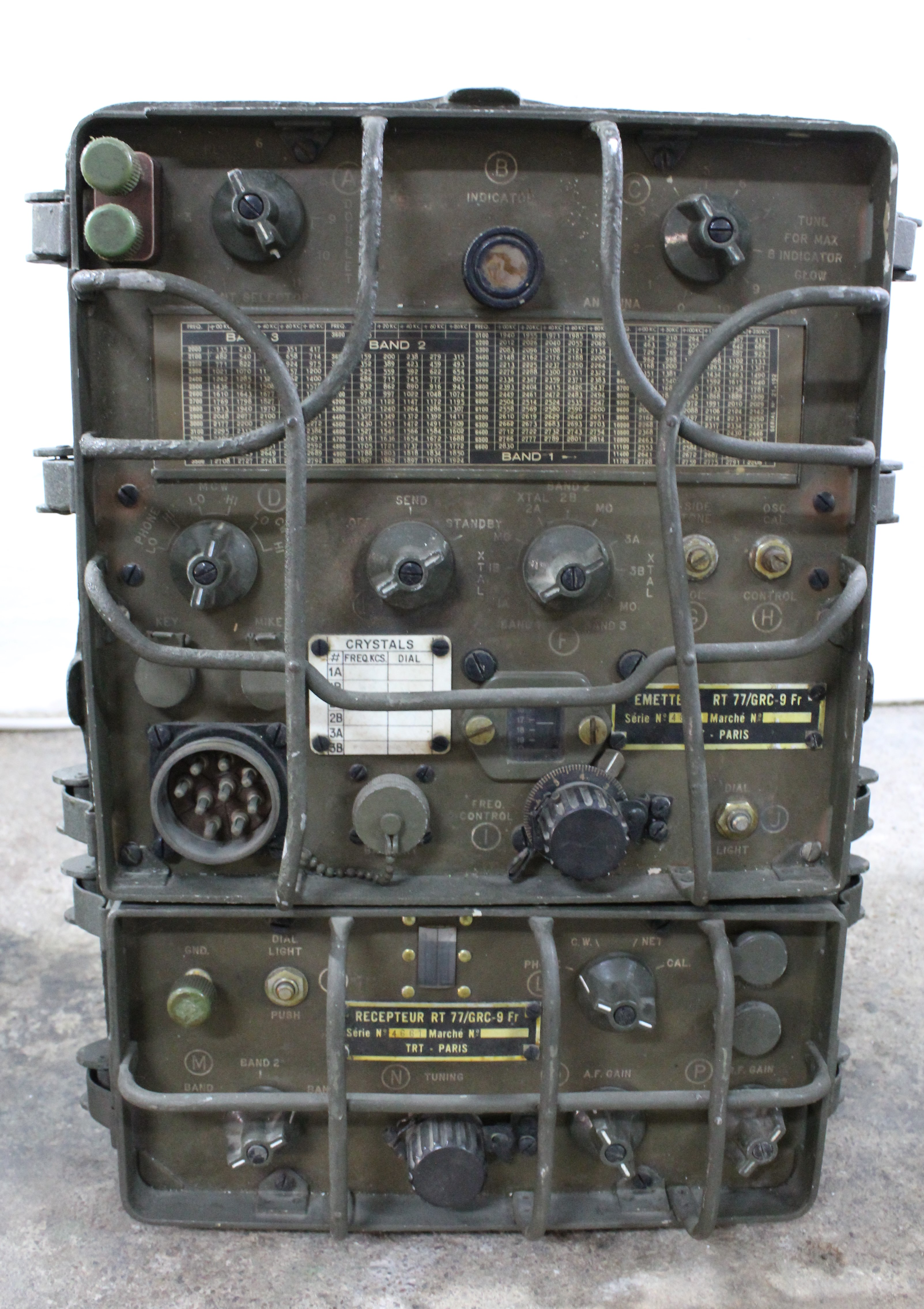
Un émetteur et un récepteur RT-77 d'un AN/GRC-9 des forces armées portugaises fabriqué par Télécommunications radioélectriques et téléphoniques (T.R.T.) en France.

Le AN/GRC-9 ou AN/G.R.C.9 ou ANGRC9 (AN : ensemble - G : emploi général - R - radio - C : émetteur-récepteur selon le Joint Electronics Type Designation System) est un émetteur-récepteur à modulation d’amplitude militaire de conception américaine. L'émetteur et le récepteur eux-mêmes sont nommés RT-77. Il est surnommé Angry Nine (Neuf en colère) aux États-Unis.

## Historique
Remplaçant les postes SCR-284 (en) et SCR-694 (en) de la Seconde Guerre mondiale, elle est la première radio à ondes courtes introduite dans l’OTAN. Ce n'est pas un émetteur-récepteur, l'émetteur et le récepteur sont construits dans des modules séparés et doivent être réglés séparément.
Il est utilisé de la fin des années 1940 jusqu’aux années 1970 dans les forces armées occidentales et équipés par les États-Unis, voir en réserve jusqu'au début des années 1990, et encore, dans les années 2010, par des radioamateurs à travers le monde.
Il a été fabriqué aux États-Unis ainsi que sous licence en France par T.R.T. (Télécommunications radioélectriques et téléphoniques, filiale de Philips) qui en 1953 négocie la fabrication de 3 000 émetteurs-récepteurs AN/GRC-9 (premier contrat Offshore pour l'U.S. Army) et Jupiter, en Allemagne de l’Ouest par Telefunken et en Italie par Elmer S.p.A..

## Caractéristiques
En ordre de transport, il est transporté dans un coffre de 110 × 48 × 65 cm et pèse 52 kilos. 
La gamme d’émission et de réception du poste va de 2 à 12 MHz. Cette gamme de fréquences est divisée en trois bandes :
- bande 1 : de 6,6 à 12 MHz ;
- bande 2 : de 3,6 à 6,6 MHz ;
- bande 3 : de 2 à 3,6 MHz.

Sa portée en radiotélégraphie est de 120 km en station fixe et de 50 km en station mobile ; en radiotéléphonie est de 20 à 45 km selon l’antenne utilisée (fouet de 4,5 m ou filaire).
Un opérateur-radio devait pouvoir transmettre 18 mots par minute en code Morse international.
Dans sa version de base, il est autonome grâce à un générateur de courant manuel, dans la version véhicule, il est alimenté par la batterie de ce dernier.